# جینی لونگو
جینی لونگو (فرانسوی: Jeannie Longo‎؛ زادهٔ ۳۱ اکتبر ۱۹۵۸) دوچرخه‌سوار اهل فرانسه است.
وی همچنین برندهٔ جوایزی همچون لژیون دونور شده‌است.
وی در مسابقات کشوری و بین‌المللی در مجموع برندهٔ ۱۴ مدال طلا، ۸ مدال نقره، ۶ مدال برنز شده‌است.